# Cyclopogon deminkiorum
Cyclopogon deminkiorum är en orkidéart som beskrevs av Burns-bal. och M.S.Foster. Cyclopogon deminkiorum ingår i släktet Cyclopogon, och familjen orkidéer.
Artens utbredningsområde är Paraguay. Inga underarter finns listade i Catalogue of Life.